# 费拉沙佩勒
费拉沙佩勒（法語：Fays-la-Chapelle，法語發音：[fɛ la ʃapɛl]）是法国奥布省的一个市镇，位于该省中部偏南，属于特鲁瓦区和特鲁瓦香槟都会城市圈公共社区，其市镇面积为0.5平方公里，2022年1月1日时人口数量为120人。
费拉沙佩勒是特鲁瓦香槟都会城市圈公共社区的组成部分，位于特鲁瓦市区以南大约20公里。

## 行政
费拉沙佩勒的邮政编码为10320，INSEE市镇编码为10147。

## 地理
费拉沙佩勒（48°7'48"N, 4°1'11"E）位于法国中北部偏东，大东部大区西南部和奥布省中南部。
与费拉沙佩勒接壤的市镇包括：克雷桑蒂涅、热尼、圣法勒。
费拉沙佩勒属于塞纳河流域，境内地势平坦。
按照柯本气候分类法，费拉沙佩勒属于温带海洋性气候，全年温差较小，降水分布均匀。

## 历史
费拉沙佩勒出现于中世纪中期，历史上长期为一普通村落，法国大革命后成为市镇。

## 交通
奥布省省道D1线和D34线在费拉沙佩勒镇中心交汇。

## 政治
现任费拉沙佩勒市长为吉勒·勒努瓦先生（Gilles Renoir）。

## 人口
| 年份   | 1936 | 1946 | 1954 | 1962 | 1968 | 1975 | 1982 | 1990 | 1999 | 2006 | 2007 | 2008 | 2013 | 2017 |
| ------ | ---- | ---- | ---- | ---- | ---- | ---- | ---- | ---- | ---- | ---- | ---- | ---- | ---- | ---- |
| 人口數 | 154  | 161  | 177  | 163  | 173  | 145  | 146  | 133  | 143  | 151  | 152  | 152  | 137  | 130  |